# Гай Бруттий Презент (консул 139 года)
Гай Бру́ттий Пре́зент Лу́ций Фу́львий Ру́стик (лат. Gaius Bruttius Praesens Lucius Fulvius Rusticus; умер в 140 году) — римский политический деятель середины II века.

## Биография
Происходил из знатного рода Бруттиев; его отцом был Гай Бруттий Максим, сенатор и проконсул Сирии в 80 году, а матерью — Фульвия Рустика. Карьеру он начинал с должностей начальника тюрьмы и военного трибуна. С 88 по 89 год Рустик был военным трибуном I легиона Минервы. После этого он возглавил вексилляцию, перемещённую из Нижней Германии в Паннонию для участия в военной кампании императора Домициана против Дакии. В 92—93 годах Презент был квестором в провинции Бетика. Здесь он подружился с будущим императором Адрианом. По возвращении Рустик стал сенатором, но в основном жил в своих имениях в Кампании и Лукании. В 107 году по совету друга Плиния Младшего вернулся в Рим.
С 114 по 115 год Презент возглавлял VI Железный легион в войне, которую вёл император Траян против Парфии в Месопотамии. Легион действовал преимущественно в Армении, откуда, перейдя горную цепь, захватил Тигранокерту. После смерти в 117 году Траяна Бруттий был назначен легатом пропретором Киликии. Около 118 года он становится консулом-суффектом.
в 121—124 годах Рустик занимал должность наместника Каппадокии, а с 124 по 128 год руководил провинцией Нижняя Мёзия. В 134—135 годах в качестве проконсула Презент управлял провинцией Африка. В 136—137 годах он был проконсулом провинции Сирия. На этом посту вёл активную дипломатическую борьбу против Парфии, благодаря чему последняя отказалась начать войну против Римской империи. В 139 году он становится ординарным консулом вместе с императором Антонином Пием. Он скончался в 140 году.
Его сыном был консул 153 года Гай Бруттий Презент, а супругой дочь консула Мания Лаберия Максима Лаберия Гостилия Криспина.